# 41-я стрелковая дивизия (3-го формирования)
41-я стрелковая Краснознамённая ордена Кутузова дивизия — формирование (соединение, стрелковая дивизия) РККА, Вооружённых сил СССР в Великой Отечественной войне. Период боевых действий: с 10 октября 1942 года по 9 мая 1945 года.

## История
Сформирована в октябре 1942 года в Орловской области в составе 48-й армии Брянского фронта  на базе 118-й стрелковой бригады. Сама бригада была сформирована в апреле 1942 года на станции Кротовка Куйбышевской области, её дополнили бойцы коммунистического батальона, сформированного в Куйбышеве. В апреле её направили на Центральный фронт в 48-ю армию, где она заменила в обороне на передовой другую воинскую часть. 
В октябре 1942 года 118-я отдельная стрелковая бригада на фронте была переформирована в 41-ю стрелковую дивизию. К моменту окончания формирования дивизии и занятия ей района обороны 5 декабря 1942 года она насчитывала 9753 человека личного состава.

## Боевой путь

### Орловская область, Курская битва

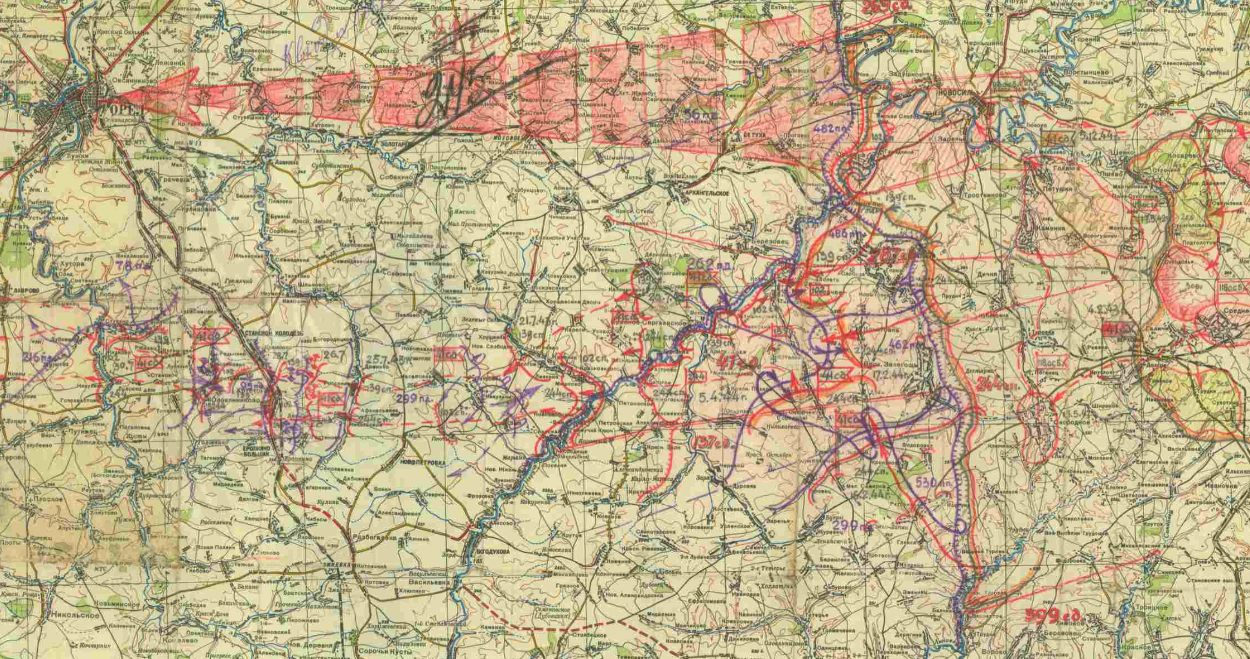
Схема боевых действий 41 сд c 02.05.1942 по 31.07.1943

С 5 декабря 1942 года по 15 февраля 1943 года дивизия занимала оборону на территории Залегощенского района Орловской области. 15 февраля дивизия перешла в наступление. Во время наступления 19 февраля дивизия пыталась форсировать реку Неручь и занять населенный пункт Березовец, но батальоны, понеся большие потери, вернулись на восточный берег реки Неручь. Еще одну попытку форсировать Неручь дивизия сделала 7 марта, но также неудачно. В итоге к концу наступления дивизия занимала восточный берег реки Неручь, пройдя с боями около 30 км. За время наступления освобождено 72 населенных пункта. С 10 марта дивизия перешла к обороне и до июля 1943 года удерживала линию фронта на участке более 20 км.
С 5 июля 1943 года участвовала в оборонительном этапе Курской битвы. 5 июля противник силою до полутора полков перешел в наступление и смог на отдельных участках оттеснить войска 102 стрелкового полка дивизии на 1-2 км, но к концу дня 102 и 244 стрелковые полки в результате контратаки полностью восстановили передний край дивизии. Затем, с 14 июля дивизия участвовала в наступательной операции «Кутузов» (часть битвы на Курской дуге), освобождая деревни юго-восточнее Орла. 5 августа войска дивизии форсировали реку Ока. После освобождения Орла 5 августа 1943 года войска 63 армии, куда входила дивизия, продолжали преследовать врага в Брянском направлении. Войска дивизии вели наступление с 14 июля по 18 августа 1943. Затем до 1 сентября дивизия обороняла достигнутый рубеж и с 1 сентября вновь перешла в наступление (Брянская операция). 17 сентября войска Брянского фронта успешно форсировали реку Десну и, сломив сопротивление противника, овладели городами Брянск и Бежица. За время наступательных действий с июля по сентябрь дивизия прошла с боями более 225 км. Стрелковые полки дивизии потеряли за время наступления убитыми и ранеными около 70% состава. С 18 сентября 1943 года дивизия находилась в резерве 63 армии, восполняла потери и вела боевую подготовку.

### Гомельская область

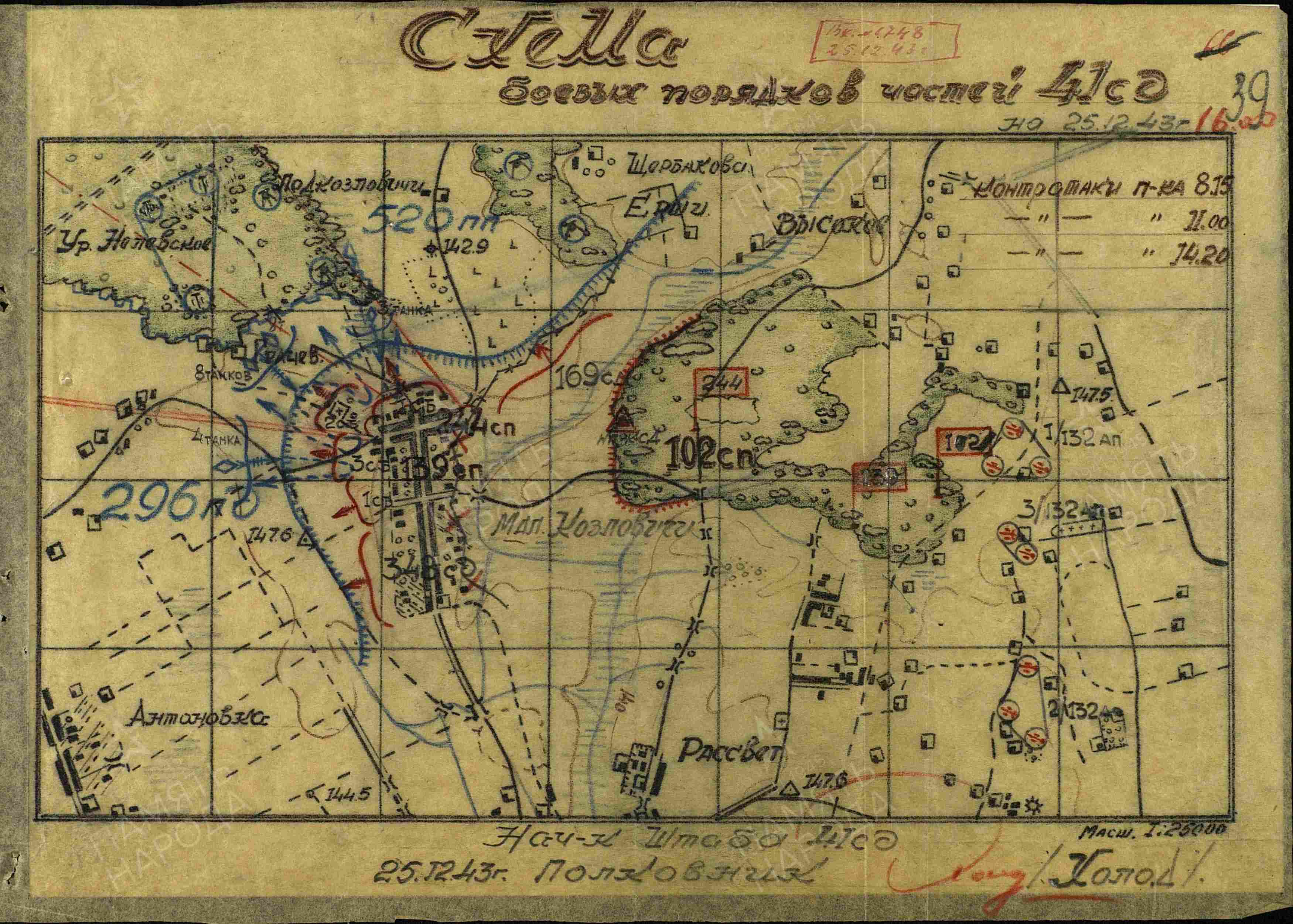
Схема боевых порядков частей 41-й и 348-й стрелковых дивизий 25.12.1943 во время боев под Малыми Козловичами

С 27 октября до конца ноября 1943 года дивизия участвовала в боях при форсировании реки Сож в Белоруссии (Гомельско-Речицкая операция). С 9 декабря до 11 января 1944 совместно с 348-й стрелковой дивизией участвовала в ожесточенных боях за взятие населенного пункта Малые Козловичи в Гомельской области Белоруссии: 9, 10, 14 декабря дивизии предпринимали неудачные атаки на Малые Козловичи. 23 декабря Малые Козловичи после часовой артподготовки, атак советских штурмовиков Ил-2 и помощи танков были заняты, в дальнейшем войска отражали многочисленные контратаки, заняв оборону на окраинах деревни. К 10 января 1944 г в стрелковых ротах оставалось по 20-30 человек. Так, в 139-м стрелковом полку дивизии в 1-м батальоне осталось 73 бойца, в 3-м батальоне 171 боец (2-й батальон ввиду малочисленности был расформирован еще в сентябре 1943). C 5 февраля до 24 февраля дивизия вела ожесточенные бои возле населенного пункта Петровичи в Гомельской области Белоруссии. С 1 марта до 21 марта 1944 дивизия вела ожесточенные бои у деревни Замен-Рынья.

### Волынская область
В период 25 марта - 7 апреля 1944 дивизия была переброшена эшелонами в Волынскую область Украинской ССР, где вела бои в районе реки Турья (юго-западнее Ковеля) до июля 1944 года.

### Польша
20 июля 1944 года войска дивизии вышли в район государственной границы СССР и продолжили наступление по территории Польши (Люблин-Брестская операция). В течение 3 и 4 августа 1944 г. дивизия переправилась на западный берег реки Висла. Начиная с 5 августа дивизия закрепилась на переднем крае обороны на плацдарме за рекой Висла в районе города Яновец (Пулавский плацдарм). В период с 15 августа по 20 августа войска дивизии вели успешное наступление с целью увеличения площади Пулавского плацдарма. В дальнейшем дивизия находилась в обороне на этом плацдарме до января 1945 года.

### Германия
1 февраля дивизия вступила на территорию Германии, где в первой половине февраля сражалась с окруженными немецкими войсками и уничтожала район с ДОТ'ами укрепрайона западнее Калау. 16 февраля гарнизон укрепрайона в количестве более 1200 человек сдался. В этом районе был обнаружен подземный авиамоторный завод фирмы «Даймлер Бенц». До конца марта находилась во втором эшелоне 69-й армии. В первой половине апреля заняла участок обороны на Кюстринском плацдарме на Одере, со второй половины апреля наступала в направлении южнее Берлина, заняв города Фюрстенвальде, Шторков в провинции Бранденбург (Берлинская наступательная операция).

## В составе
| Дата       | Стрелковый корпус | Армия    | Фронт               |
| ---------- | ----------------- | -------- | ------------------- |
| 12.10.1942 |                   | 48 армия | Брянский фронт      |
| 05.03.1943 |                   | 3 армия  | Брянский фронт      |
| 20.05.1943 |                   | 63 армия | Брянский фронт      |
| 20.10.1943 |                   | 63 армия | Белорусский фронт   |
| 26.11.1943 | 40-й ск           | 63 армия | Белорусский фронт   |
| 07.12.1943 | 35-й ск           | 63 армия | Белорусский фронт   |
| 21.12.1943 | 40-й ск           | 63 армия | Белорусский фронт   |
| 14.01.1944 | 53-й ск           | 48 армия | Белорусский фронт   |
| 01.04.1944 | 25-й ск           | 69 армия | 1 Белорусский фронт |
| 08.08.1944 | 91-й ск           | 69 армия | 1 Белорусский фронт |
| 10.09.1944 | 25-й ск           | 69 армия | 1 Белорусский фронт |
| 26.09.1944 | 61-й ск           | 69 армия | 1 Белорусский фронт |
| 07.01.1945 | 25-й ск           | 69 армия | 1 Белорусский фронт |
| 14.01.1945 |                   | 69 армия | 1 Белорусский фронт |
| 25.03.1945 | 91-й ск           | 69 армия | 1 Белорусский фронт |
| 01.04.1945 | 25-й ск           | 69 армия | 1 Белорусский фронт |
| 01.05.1945 | 61-й ск           | 69 армия | 1 Белорусский фронт |

## Состав
- 102, 139 и 244 стрелковый полк
- 132 артиллерийский полк
- 117 отдельный истребительно-противотанковый дивизион
- 117 отдельная разведывательная рота
- 116 отдельный сапёрный батальон
- 106 отдельный батальон связи (611 отдельная рота связи)
- 38 медико-санитарный батальон
- 61 отдельная рота химической защиты,
- 79 автотранспортная рота
- 419 полевая хлебопекарня
- 58 дивизионный ветеринарный лазарет
- 1763 полевая почтовая станция
- 1720 полевая касса Государственного банка

## Командиры
- Петухов, Иван Иванович (10.10.1942 — 14.03.1943), полковник
- Сурченко, Андрей Иванович (15.03.1943 — 01.03.1944), полковник, с 01.09.1943 генерал-майор
- Бондаренко, Даниил Семёнович (10.03.1944 — 10.05.1944), полковник
- Черняк, Степан Иванович (11.05.1944 — 09.05.1945), полковник, с 03.06.1944 генерал-майор
- Уханов, Михаил Николаевич

## Награды
| Награда                   | Дата награждения                                              | За что награждена |
| ------------------------- | ------------------------------------------------------------- | --- |
| Орден Красного Знамени    | Указ Президиума Верховного Совета СССР от 9 августа 1944 года | За образцовое выполнение заданий командования в боях при прорыве обороны немцев западнее Ковель и проявленные при этом доблесть и мужество.         |
| Орден Кутузова II степени | Указ Президиума Верховного Совета СССР от 28 мая 1945 года    | За образцовое выполнение заданий командования в боях при прорыве обороны немцев и наступлении на Берлин и проявленные при этом доблесть и мужество. |

Награды частей дивизии:
- 439-й стрелковый ордена Суворова[8] полк
- 132-й артиллерийский Краснознаменный[9] полк

## Отличившиеся воины
Герои Советского Союза:
- Белоконь, Пётр Ксенофонтович, старший сержант, командир орудия 117-го истребительно-противотанкового дивизиона.
- Василенко, Иван Андреевич, капитан, командир 2-го батальона 102-го стрелкового полка.
- Ефименко, Григорий Романович, младший лейтенант, командир взвода автоматчиков 244-го стрелкового полка.

 Кавалеры ордена Славы трёх степеней:
- Бессонов, Иван Григорьевич, старший сержант, командир миномётного расчёта 139 стрелкового полка.
- Грабовляк, Григорий Петрович, младший сержант, командир сапёрного отделения 116 отдельного сапёрного батальона.
- Дёмин, Иван Егорович, ефрейтор, командир отделения 117 отдельной разведывательной роты.
- Игнатьев, Пётр Васильевич, младший сержант, автоматчик 139 стрелкового полка.
- Косякин, Иван Семёнович, ефрейтор, стрелок роты автоматчиков 139 стрелкового полка.
- Кохановский Дмитрий Иосифович, старший сержант, командир отделения 117 отдельной разведывательной роты.Указами Президиума Верховного Совета СССР от 10 мая 1949 года и 6 марта 1953 года за уголовные преступления на территории Германии был лишён всех государственных наград.
- Легаев, Пётр Алексеевич, ефрейтор, сапёр сапёрного взвода 102 стрелкового полка.
- Лисневский, Виктор Петрович, младший сержант, командир стрелкового отделения 244 стрелкового полка.
- Мариненко, Иван Васильевич, старший сержант, командир отделения разведчиков 116 отдельного сапёрного батальона.
- Росляков, Степан Фёдорович, старший сержант, командир расчёта 82-мм миномёта 102 стрелкового полка.
- Рязанцев, Александр Михайлович, старший сержант, командир отделения стрелковой роты 244 стрелкового полка. Погиб в бою в мае 1945 года.
- Сальников, Андрей Никитович, командир отделения дивизиона 132 артиллерийского полка.
- Силкин Владимир Иванович, младший сержант, разведчик взвода пешей разведки 244 стрелкового полка.Указом Президиума Верховного Совета СССР от 3 ноября 1948 за уголовные преступления на территории Германии был лишён всех государственных наград.
- Степанов, Григорий Александрович, сержант, командир отделения 116 отдельного сапёрного батальона.
- Федонов, Аркадий Тихонович, ефрейтор, старший разведчик-наблюдатель 132 артиллерийского полка.
- Черкасов, Иван Максимович, младший сержант, командир отделения 116 отдельного сапёрного батальона.
- Шамин, Михаил Кузьмич, сержант, командир отделения 244 стрелкового полка.
- Шестаков, Кузьма Дмитриевич, старшина, помощник командира взвода 102 стрелкового полка.